# Monte Hermoso (Buenos Aires)
Pour les articles homonymes, voir Monte Hermoso.
Monte Hermoso est une localité argentine située dans le partido homonyme, dans la province de Buenos Aires.

## Démographie
La localité compte 6 351 habitants (Indec, 2010), ce qui représente une augmentation de 17 % par rapport au précédent recensement qui comptait 5 394 habitants en 2001.

## Religion
| Archidiocèse | Bahía Blanca |
| ------------ | ------------ |
| Paroisse     | Stella Maris |